# 大宮峰山インターチェンジ
大宮峰山インターチェンジ（おおみやみねやまインターチェンジ）は、京都府京丹後市峰山町新町に設置される予定の山陰近畿自動車道のインターチェンジである。

## 接続道路
- 国道312号 大宮峰山インター線[1]